# Pilocrates prograpta
Pilocrates prograpta är en fjärilsart som beskrevs av Edward Meyrick 1920. Pilocrates prograpta ingår i släktet Pilocrates och familjen stävmalar. Inga underarter finns listade i Catalogue of Life.